# Vrienden op de Fiets
Vrienden op de Fiets is een Nederlandse stichting voor gastvrijheid voor wie graag recreatief gaat fietsen of wandelen.  De organisatie beklemtoont de niet-commerciële "lol van het logeren", vormt een netwerk en telt 6000 gastadressen bij particulieren in Nederland, in Duitse en Belgische grensgemeenten en bij Nederlands sprekenden in Europa en de rest van de wereld. Trage reizigers kunnen er overnachten tegen een vast tarief als onkostenvergoeding (in 2019 vastgesteld op € 22,50 per persoon, inclusief ontbijt maar exclusief eventuele gemeentelijke toeristenbelasting).

## Geschiedenis
In 1984 plaatste Nel de Blécourt een oproep tot gastvrijheid onder fietsers in de Arnhemse Koerier: "Wie wil zijn slaapkamer verhuren aan fietsende vakantiegangers?". Ze was op zoek naar comfortabele en betaalbare overnachtingsmogelijkheden, destijds was er meestal slechts keus tussen een prijzig hotel, een jeugdherberg of een tent op de camping. Ruim 80 mensen reageerden op haar oproep. Daarop werd een stichting opgericht die na 35 jaren van 80 naar ruim 6000 gastadressen opklom, met in 2020 meer dan 95.000 Vrienden.
De Stichting verspreidt jaarlijks een boekje met een overzicht van de beschikbare gastadressen en een gedetailleerde landkaart. Vrienden kunnen met hun lidnummer ook inloggen op de website met onder meer actuele informatie over gastadressen. 